# 1011 هـ
1011 هـ هي سنة في التقويم الهجري امتدت مقابلةً في التقويم الميلادي بين سنتي 1602 و1603.

## مواليد
- محمد بناصر الدرعي، فقيه ولغوي مغربي، شيخ الزاوية الناصرية.

## وفيات
- حسن صاحب المعالم
- سليمان ابن أبي ظبية الإصبعي